# KkStB 46
| EAB 1–16 / MGB 11 / EUGE III / LCJE IVe / UWB III / kkStB 46 / BBÖ 46 | EAB 1–16 / MGB 11 / EUGE III / LCJE IVe / UWB III / kkStB 46 / BBÖ 46 | EAB 1–16 / MGB 11 / EUGE III / LCJE IVe / UWB III / kkStB 46 / BBÖ 46 |
| --------------------------------------------------------------------- | --------------------------------------------------------------------- | --------------------------------------------------------------------- |
| LCJE Nr. 157 „Sereth“ später kkStB 46.43                              |                                                                       |                                                                       |
| Technische Daten                                                      |                                                                       |                                                                       |
| Bauart                                                                | Cn2                                                                   | Cn2                                                                   |
| Zylinder-Ø                                                            | 460 mm                                                                | 460 mm                                                                |
| Kolbenhub                                                             | 632 mm                                                                | 632 mm                                                                |
| Treibrad-Ø                                                            | 1175–1180 mm                                                          | 1175–1180 mm                                                          |
| Laufrad-Ø vorne                                                       | –                                                                     | –                                                                     |
| Laufrad-Ø hinten                                                      | –                                                                     | –                                                                     |
| fester Radstand                                                       | 3160 mm                                                               | 3160 mm                                                               |
| Gesamtradstand                                                        | 3160 mm                                                               | 3160 mm                                                               |
| Gesamtradstand + Tender                                               | 10270 mm                                                              | 10270 mm                                                              |
| Anzahl d. Rohre                                                       | 176                                                                   | 186                                                                   |
| Heizfl. d. Rohre                                                      | 118,5 m²                                                              | 120,0 m²                                                              |
| Heizfl. d. Feuerbüchse                                                | 8,2 m²                                                                | 8,1 m²                                                                |
| Rostfl.                                                               | 1,65 m²                                                               | 1,71 m²                                                               |
| Dampfdruck                                                            | 10                                                                    | 9,5/10                                                                |
| Gewicht (leer)                                                        | 33,0 t                                                                | 33,0 t                                                                |
| Adhäsionsgewicht                                                      | 35,2 t                                                                | 35,2 t                                                                |
| Dienstgewicht                                                         | 35,2 t                                                                | 35,2 t                                                                |
| Tender                                                                | 13, 34, 35, 40                                                        | 13, 34, 35, 40                                                        |
| Länge                                                                 | k. A.                                                                 | k. A.                                                                 |
| Höhe                                                                  | k. A.                                                                 | k. A.                                                                 |
| Vmax                                                                  | 45 km/h                                                               | 45 km/h                                                               |

Die Dampflokomotivreihe kkStB 46 war eine Güterzug-Schlepptenderlokomotivreihe der kkStB, die ursprünglich von der Erzherzog Albrecht-Bahn (EAB), von Mährischen Grenzbahn (MGB), von der Ersten Ungarisch-Galizischen Eisenbahn (EUGE), von der Ungarischen Westbahn (UWB) und von der Lemberg-Czernowitz-Jassy-Eisenbahn (LCJE) stammte.

## Geschichte
Die Lokomotiven wurden von der Wiener Neustädter Lokomotivfabrik und von Sigl in Wien 1872 bis 1889 an die oben angeführten Privatbahnen geliefert.
Die Tabelle zeigt unterschiedliche Dimensionen vor und nach der Ausrüstung mit stärkeren Kesseln.
Bei der kkStB bildeten sie die Reihe 46.
Ihre Herkunft war wie folgt:
- 46.01–16 kamen von der EAB.
- 46.17 war zuvor kkStB 55.01 und kam ursprünglich von der MGB, deren Nr. 11 sie war.
- 46.18–25, 29–32 kamen von der EUGE.
- 46.26–28 kamen von der UWB.
- 46.37–43 schließlich stammten von der LCJE.

Nach dem Ersten Weltkrieg kamen noch drei Loks, die UWB-Maschinen, zur BBÖ, die sie bis 1929 ausmusterte.